# Selliguea engleri
Selliguea engleri är en stensöteväxtart som först beskrevs av Christian Luerssen, och fick sitt nu gällande namn av Fraser-jenk. Selliguea engleri ingår i släktet Selliguea och familjen Polypodiaceae. Inga underarter finns listade.